# Amaliya Panahova
Amaliya Panahova (en azerí: Amaliya Pənahova) fue una actriz de teatro y de cine de Azerbaiyán, pedagoga, diputada de la Asamblea Nacional de la República de Azerbaiyán, Artista del Pueblo de la RSS de Azerbaiyán.

## Biografía
Amaliya Panahova nació el 15 de junio de 1945 en Gəncə. En 1966 se graduó de la Universidad Estatal de Cultura y Arte de Azerbaiyán. Ella trabajó como actriz en el Teatro Académico Estatal de Drama de Azerbaiyán. En 1992 creó el Teatro Municipal de Bakú y interpretó en este teatro hasta el fin de su vida. Amaliya Panahova fue protogonista en muchas obras en teatro y cine. También tarabajó como director de cine y de teatro. En los años 2000-2005 fue elegida como diputada de la Asamblea Nacional de la República de Azerbaiyán. La actriz fue galardonada con la Orden Shohrat en 1995 y la Orden Sharaf en 2013. En 2015 se le concedió el Diploma de Honor de Presidente por su contribución al desarrollo de la cultura de Azerbaiyán.
Amaliya Panahova murió el 8 de noviembre de 2018 en Bakú de cáncer.

## Filmografía
- 1963 – “¿Dónde está Ahmed?”
- 1966 – “La investigación continua”
- 1968 – “Por la ley”
- 1969 – “Nuestro profesor Cebish”
- 1977 - “Una puñalada en la espalda”
- 1979 – “Babek”
- 1979 – “El hombre raro”
- 1980 – “Me espera”
- 1985 – “Mi culpa”
- 1989 – “Anécdota”
- 1994 – “Mi ciudad blanca”
- 2007 – “Enver Hasanov. Uno de siete hijos.”
- 2009 – “Javad khan”
- 2013 – “Yasmin”, etc.

## Premios y títulos
- Premio Estatal de la RSS de Azerbaiyán (1972)
- Artista de Honor de la RSS de Azerbaiyán (1974)
- Artista del Pueblo de la RSS de Azerbaiyán (1985)
- Orden Shohrat (1995)
- Orden Sharaf (2013)
- Diploma de Honor de Presidente (2015)